# سبیلی

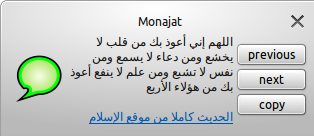
سبیلی یک سیستم‌عامل آزاد و متن‌باز طراحی شده برای مسلمانان است. اساس آن اوبونتو توزیع محبوب گنو/لینوکس که آن هم آزاد، کارامد و امن است، می‌باشد. برخلاف ویندوز، گنو/لینوکس قابل توسعه از طریق کمک کننده‌ها ست.